# Barbarian (videogioco 1987)
Barbarian è un videogioco a piattaforme pubblicato dalla Psygnosis nel 1987 per i computer Amiga e Atari ST e dalla Melbourne House nel 1988 per Amstrad CPC, Commodore 64, MS-DOS, MSX e ZX Spectrum. Il protagonista è un barbaro a torso nudo dai lunghi capelli chiari. Il gioco è caratterizzato da un sistema di controllo delle azioni del personaggio mediante numerose icone. La copertina venne realizzata dal noto illustratore Roger Dean.
Nel 1991 fu pubblicato un sequel, Barbarian II.
Lo stesso sistema di controllo di Barbarian fu utilizzato in Obliterator, pubblicato da Psygnosis nel 1988.

## Trama
Hegor il Barbaro è divenuto un famoso ammazzadraghi dopo che suo padre morì difendendo il suo villaggio da un drago anni prima. Finalmente Hegor ha scoperto che il responsabile è il malvagio Necron, dotato di poteri oscuri e signore del dominio sotterraneo di Durgan, difeso da sgherri mostruosi, tra cui il drago che uccise il padre.
Partendo da una palude, Hegor si deve fare strada nel sotterraneo per trovare e distruggere il cristallo che dà potere a Necron. Ciò causerà l'attivazione del vulcano in cui si trova Durgan, per cui alla fine Hegor dovrà anche riuscire a ritornare al punto di partenza prima dell'eruzione.

## Modalità di gioco
Si controlla Hegor mostrato di profilo in ambienti bidimensionali, spesso di due piani collegati da scale a gradini o a pioli. Le schermate di ogni luogo sono fisse, si passa dall'una all'altra raggiungendone i bordi; in molte versioni è visibile lo scorrimento, ma solo di scatto quando si cambia schermata. Nel complesso le schermate formano un unico percorso generalmente lineare, con poche brevi deviazioni.
Il giocatore può selezionare le azioni del personaggio cliccando su un apposito menù di icone posto nella parte inferiore dello schermo, azioni che il personaggio eseguirà in sequenza. Ci sono due serie orizzontali di icone, visualizzabili una alla volta; insieme alla seconda serie vengono mostrate anche le informazioni di stato (vite, tempo, numero frecce rimaste) e l'inventario. Joystick o tastiera, a seconda della versione del gioco, possono consentire anche l'esecuzione diretta di tutti o di parte dei comandi.
Le azioni disponibili sono andare destra/sinistra o su/giù per le scale, fermarsi, saltare, correre, attaccare/difendere con l'arma attualmente brandita (nel modo automaticamente appropriato a seconda del nemico), fuggire immediatamente (causa però la perdita degli oggetti), raccogliere oggetto (generalmente armi), usare oggetto, lasciare oggetto.
Hegor inizia armato di spada, che può attaccare a distanza ravvicinata. Il combattimento con la spada è praticamente solo una questione di tempismo, occorre dare al momento giusto il comando di sferrare un unico colpo mortale, altrimenti il nemico può fare lo stesso.
In seguito si potranno raccogliere un arco e le relative frecce, per attacchi a distanza con munizioni limitate, e uno scudo.
In ogni schermata di solito è presente una creatura nemica da sconfiggere o da evitare, a volte due.
Ogni creatura ha proprie caratteristiche e richiede una tecnica differente per affrontarla. Ad esempio, se si è inseguiti, si può sfruttare il salto all'indietro per portarsi alle spalle del nemico.
Bisogna evitare anche diverse trappole mortali.
Nelle versioni per Amiga e Atari ST è presente sonoro digitalizzato. Nell'introduzione della versione MS-DOS la parola "Barbarian" viene scandita attraverso l'audio generato dal PC speaker.

## Accoglienza
Barbarian ebbe un buon successo all'epoca, almeno nelle prime versioni per Amiga e Atari ST.
La stampa di settore europea diede molti buoni giudizi sia alla versione Amiga sia a quella Atari ST. Molti commenti positivi andarono alla grafica, tra cui un voto del 97% dato dalla rivista Zzap! a questo specifico aspetto, sebbene ci fu qualche critica alla fluidità e alla precisione dell'animazione. 
Fu ben accolta dalla critica anche la conversione per il meno potente ZX Spectrum.
I giudizi sulla conversione per Commodore 64 furono invece molto variabili, comprendendo anche qualche recensione fortemente negativa (voti equivalenti inferiori a 40%).